# 日本线钩蛾
日本线钩蛾是鱗翅目钩蛾科的一种，体长9～11毫米，头部黄褐色，头顶有紫色毛丛。触角双栉形。身体背面灰黑色，腹面褐色。双翅长13～16毫米，灰褐色，反面枯黄。前翅前缘黄褐色，有2条紫褐色斜线，内一条斜线中部向内弯曲，里侧有黄色边；外面一条斜线较直，外侧镶黄色边。顶角尖，向外突出。后翅有与前翅有相同的条纹。本种与倍线钩蛾及双线钩蛾外表相似，但雄性外生殖器不同。
日本线钩蛾分布于日本和中国的平原和半山区地带，一年发生3～4代，成虫见于5～10月间，以蛹过冬。寄主为青岗树，栎树，麻栎及柞树。